# Puissance extérieure
 (novembre 2023).
Si vous disposez d'ouvrages ou d'articles de référence ou si vous connaissez des sites web de qualité traitant du thème abordé ici, merci de compléter l'article en donnant les références utiles à sa vérifiabilité et en les liant à la section « Notes et références ».
La puissance extérieure p-ième d'un module E (sur un anneau commutatif) est une construction en algèbre extérieure qui est une solution au problème suivant : existe-t-il un module M, le « plus petit » possible et une application canonique φ : Ep → M telle que pour toute application multilinéaire alternée f définie sur Ep à valeur dans un module F quelconque, il existe une unique application g linéaire définie sur M à valeurs dans F telle que {\displaystyle f=g\circ \varphi } ?

## Construction du produit extérieur
On considère le produit tensoriel :
{\displaystyle {\begin{matrix}N=\bigotimes ^{p}E&=&\underbrace {E\otimes _{A}\cdots \otimes _{A}E} \\&&p\end{matrix}}}
On sait que toute application multilinéaire {\displaystyle f:E^{p}\to F} est en correspondance avec une application linéaire {\displaystyle h:N\to F} telle que :
{\displaystyle \forall (x_{1},\dots ,x_{p})\in E^{p},f(x_{1},\dots ,x_{p})=h(x_{1}\otimes \cdots \otimes x_{p})}
Comme f est alternée, l'application h s'annule en tous les tenseurs décomposables {\displaystyle x_{1}\otimes \cdots \otimes x_{p}} tels qu'il existe {\displaystyle i,j} deux indices différents vérifiant {\displaystyle x_{i}=x_{j}}. Considérons le sous-module C de N engendré par les tenseurs de cette forme. Comme C est incluse dans le noyau de h, il existe une unique application multilinéaire g du module quotient N/C telle que :
{\displaystyle \forall (x_{1},\dots ,x_{p})\in E^{p},g({\overline {x_{1}\otimes \cdots \otimes x_{p}}})=h(x_{1}\otimes \cdots \otimes x_{p})=f(x_{1},\dots ,x_{p})}
On appelle donc puissance extérieure le quotient N/C et on le note {\displaystyle \bigwedge ^{p}E}. Si {\displaystyle (x_{1},\dots ,x_{p})\in E^{p}}, la classe de l'élément {\displaystyle x_{1}\otimes \cdots \otimes x_{p}} se note {\displaystyle x_{1}\wedge \cdots \wedge x_{p}} (au lieu de {\displaystyle {\overline {x_{1}\otimes \cdots \otimes x_{p}}}} comme écrit précédemment).

## Rang, dimension d'un produit extérieur
Lorsque E est un module libre de type fini sur un anneau commutatif A, il possède une base finie {\displaystyle (e_{1},\dots e_{n})} et la famille suivante :
{\displaystyle F=\left(e_{i_{1}}\wedge \cdots \wedge e_{i_{p}}\right)_{1\leq i_{1}<\cdots <i_{p}\leq n}}
est une base du produit extérieur {\displaystyle \bigwedge ^{p}E}.
En particulier, on déduit le résultat suivant : deux bases finies {\displaystyle (e_{i})} et {\displaystyle (f_{j})} d'un module sur un anneau commutatif ont même longueur. En effet, soit n la longueur de l'une, et m la longueur de l'autre. Supposons n < m. Le produit extérieur {\displaystyle \bigwedge ^{m}E} est le module nul, car en utilisant la propriété précédente, on déduit que la famille vide est une base de {\displaystyle \bigwedge ^{m}E}, par ailleurs, la famille réduite à un élément {\displaystyle \left(f_{1}\wedge \cdots \wedge f_{m}\right)} est également une base. D'où la contradiction, donc {\displaystyle n\geq m}, par symétrie on déduit {\displaystyle m\geq n}, d'où n = m.